# Kaliumperklorat
Kaliumperklorat er et uorganisk salt med den kemiske formel KClO4.
Sammen med kaliumnitrat er det et af de mest almindelige oxidationsmidler indenfor pyroteknik. I lighed med øvrige perklorater det et stærkt oxidationsmiddel, der reagerer med mange organiske substanser. Oftest er det et farveløst, krystalliserende pulver.
Det fremstilles ved en dobbelt dekompositionsreaktion med natriumperklorat og kaliumklorid. 
Kaliumperklorat anvendes til produktion af flere typer fyrværkeri, bl.a. i heksehyl i kombination med kaliumbensoat. Det anvedes også i Armstrongs blanding og i nogle typer Flash Powder.
Stoffet er i sig selv ikke brændbart, men idet det er stærkt oxiderende vil det under en brand virke fremmende.